# John Korir (maratoneta)
John Korir (2 dicembre 1996) è un maratoneta keniota.

## Campionati nazionali
2023
- 10º ai campionati kenioti, 10000 m piani - 28'35"75

## Altre competizioni internazionali
2018
- Argento alla Maratona di Ottawa ( Ottawa) - 2h09'14"

2019
- 12º alla Maratona di Francoforte ( Francoforte sul Meno) - 2h13'09"
- Argento alla Maratona di Los Angeles ( Los Angeles) - 2h11'53"

2021
- Oro alla Maratona di Los Angeles ( Los Angeles) - 2h12'49"

2022
- Bronzo alla Maratona di Chicago ( Chicago) - 2h05'01"
- Oro alla Maratona di Los Angeles ( Los Angeles) - 2h09'08"
- Argento alla Mezza maratona di Houston ( Houston) - 1h00'27"

2023
- 4º alla Maratona di Chicago ( Chicago) - 2h05'09"
- 9º alla Maratona di Boston ( Boston) - 2h10'04"

2024
- Oro alla Maratona di Chicago ( Chicago) - 2h02'43"
- 4º alla Maratona di Boston ( Boston) - 2h07'40"
- Argento alla Ras Al Khaimah Half Marathon ( Ras Al Khayma) - 58'50"

2025
- Oro alla Maratona di Boston ( Boston) - 2h04'45"